# Onslow S. Rolfe

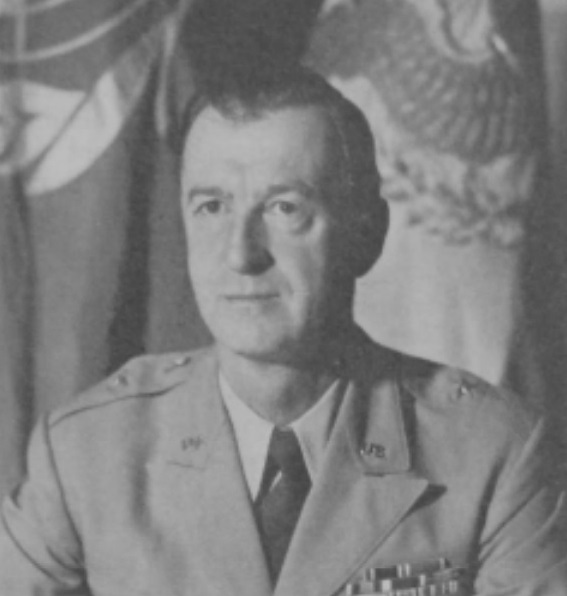
Onslow S. Rolfe

Onslow Sherburne Rolfe (* 16. Januar 1895 in Concord, New Hampshire; † 29. Januar 1985 in Winter Park, Florida) war ein Brigadegeneral der United States Army. Er war unter anderem Kommandeur der 71. Infanteriedivision.

## Biografie
Onslow Rolfe war ein Sohn von Oberst Robert Henry Rolfe (1863–1932) und dessen Frau Grace Stearns (1860–1946), einer Tochter von Onslow Stearns (1810–1878), der von 1869 bis 1871 Gouverneur von New Hampshire war. Rolfe besuchte die Schulen an den jeweiligen militärischen Standorten seines Vaters. In den Jahren 1914 bis 1917 absolvierte er die United States Military Academy in West Point. Nach seiner Graduation wurde er als Leutnant der Infanterie zugeteilt. In der Armee durchlief er anschließend alle Offiziersränge vom Leutnant bis zum Brigadegeneral. Aufgrund des Ersten Weltkriegs wurde die Ausbildung in West Point um ein knappes Jahr verkürzt und endete im August 1917 anstatt im Sommer 1918.
Im Lauf seiner militärischen Karriere absolvierte Rolfe verschiedene Kurse und Schulungen. Dazu gehörten unter anderem die Infantry School of Arms, der Field Artillery Officer Course und das Command and General Staff College.
Nach seinem Studium in West Point wurde Rolfe dem 7. Infanterieregiment zugeteilt, das der 3. Infanteriedivision unterstand. Im März 1918 wurde seine Einheit als Teil der American Expeditionary Forces nach Frankreich verlegt. Er nahm unter anderem an der Schlacht an der Marne und an der Maas-Argonnen-Offensive teil. Für seine damaligen militärischen Leistungen wurde er mit dem Distinguished Service Cross ausgezeichnet. Im weiteren Verlauf wurde er im Oktober 1918 durch Kampfgas verwundet. Daher musste er bis Anfang 1919 in einem Krankenhaus behandelt werden.
In den 1920er und 1930er Jahren versah Rolfe den für Offiziere in den entsprechenden Rangstufen üblichen Dienst in unterschiedlichen Einheiten und Standorten. Dazu gehörten auch Aufgaben als Stabsoffizier in verschiedenen Hauptquartieren. Er absolvierte einige der erwähnten Schulen und war selbst an einigen Bildungseinrichtungen als Dozent für Militärwissenschaft tätig. Zwischenzeitlich war er auch Ausbildungsoffizier bei der Wisconsin Army National Guard. Zwischen 1937 und 1941 gehörte er zur Fakultät der Field Artillery School.
Danach wurde er zum 87. Infanterieregiment, einer Gebirgsjägereinheit, versetzt, wo er das Kommando über dessen 1. Bataillon erhielt, das er bis zum Mai 1942 innehatte. In diese Zeit fiel der Eintritt der Vereinigten Staaten in den Zweiten Weltkrieg. Später erhielt Rolfe das Kommando über das 87. Infanterieregiment und das damit verbundene Mountain Training Center in Camp Carson in Colorado. Dort wurde im Juli 1943 die 71. Infanteriedivision neu aufgestellt, deren Stab Rolfe später zugeteilt wurde. Ab Januar 1945 war sie in Europa eingesetzt, wo sie weit nach Deutschland vordrang. Nach Kriegsende gehörte sie zu den dortigen Besatzungstruppen. Zwischen dem 17. August und dem 10. Oktober 1945 war Rolfe als Nachfolger von Willard G. Wyman Kommandeur der 71. Infanteriedivision.
In den Jahren 1946 und 1947 war Onslow Rolfe in Österreich stationiert. Dort kommandierte er zwischen April und November 1946 das 5. Infanterieregiment und dann bis zum Juli 1947 das 6. Infanterieregiment und den Militärbezirk für das Bundesland Salzburg. Nach seiner Rückkehr in die Vereinigten Staaten bekleidete Rolfe einige Aufgaben als Stabsoffizier bei den Army Field Forces.
Während des Koreakriegs war Rolfe Kommandeur der Northern Command Area, die mit logistischen Aufgaben der in Japan stationierten Heereseinheiten betraut war. In den Jahren 1952 und 1954 gehörte er unter anderem als Kommandeur des Headquarters & Service Commands dem Führungsstab des Far East Commands an. Im August 1954 schied er aus dem aktiven Militärdienst aus.
Der seit 1917 mit Nan Elizabeth Belles (1897–1992) verheiratete Offizier verbrachte seinen Lebensabend in Winter Park in Florida. Er starb am 29. Januar 1985 und wurde auf dem Nationalfriedhof Arlington beigesetzt.

## Orden und Auszeichnungen
Onslow Rolfe erhielt im Lauf seiner militärischen Laufbahn unter anderem folgende Auszeichnungen:
- Distinguished Service Cross
- Army Distinguished Service Medal
- Legion of Merit
- Purple Heart